# MV Sygna
Le Sygna est un vraquier construit en 1967 par les chantiers Austin & Pickersgill de Southwick pour la compagnie J. Ludwig Mowinckels Rederi. Il s’échoue sur Nobbys Beach à Newcastle en Australie le 26 mai 1974 et se brise en deux. La proue est renflouée et détruite à Kaohsiung et la poupe, trop endommagée pour être renflouée, est laissée sur place où elle est encore visible.

## Histoire
Le Sygna est un vraquier construit en 1967 par les chantiers Austin & Pickersgill de Southwick pour la compagnie J. Ludwig Mowinckels Rederi. Il s’échoue sur Nobbys Beach à Newcastle en Australie le 26 mai 1974 et se brise en deux.

### L’accident
Le 26 mai 1974, alors que le Sygna est à l’ancre en attendant d’entrer dans le port pour charger 50 000 tonnes, il est poussé par une violente tempête et s’échoue sur Stockton Beach à Newcastle.

### Opérations de sauvetage
Le 4 septembre, le navire est renfloué. La proue reste à flot, mais la poupe se rééchoue peu de temps.
En novembre 1974, une seconde tentative a lieu pour tenter de renflouer la poupe, mais cette tentative provoque un important déversement de pétrole. À la suite de cette pollution, la poupe est abandonnée sur place. La proue est envoyée à la casse et détruite à Kaohsiung en 1976.

## Galerie

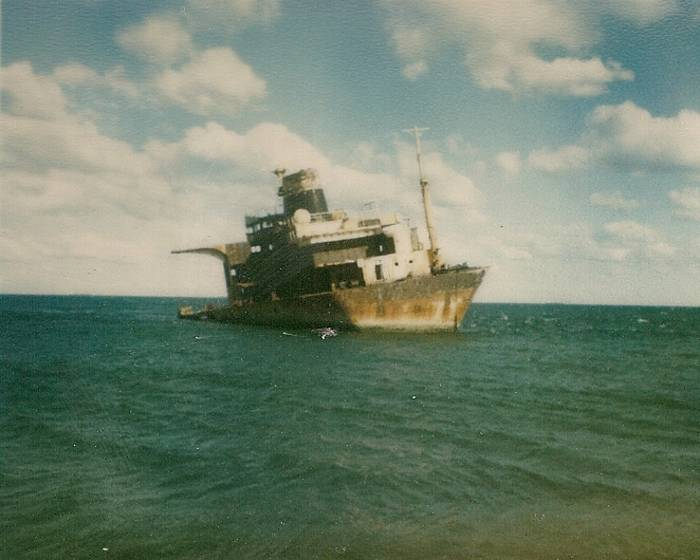
Le Sygna en 1984.
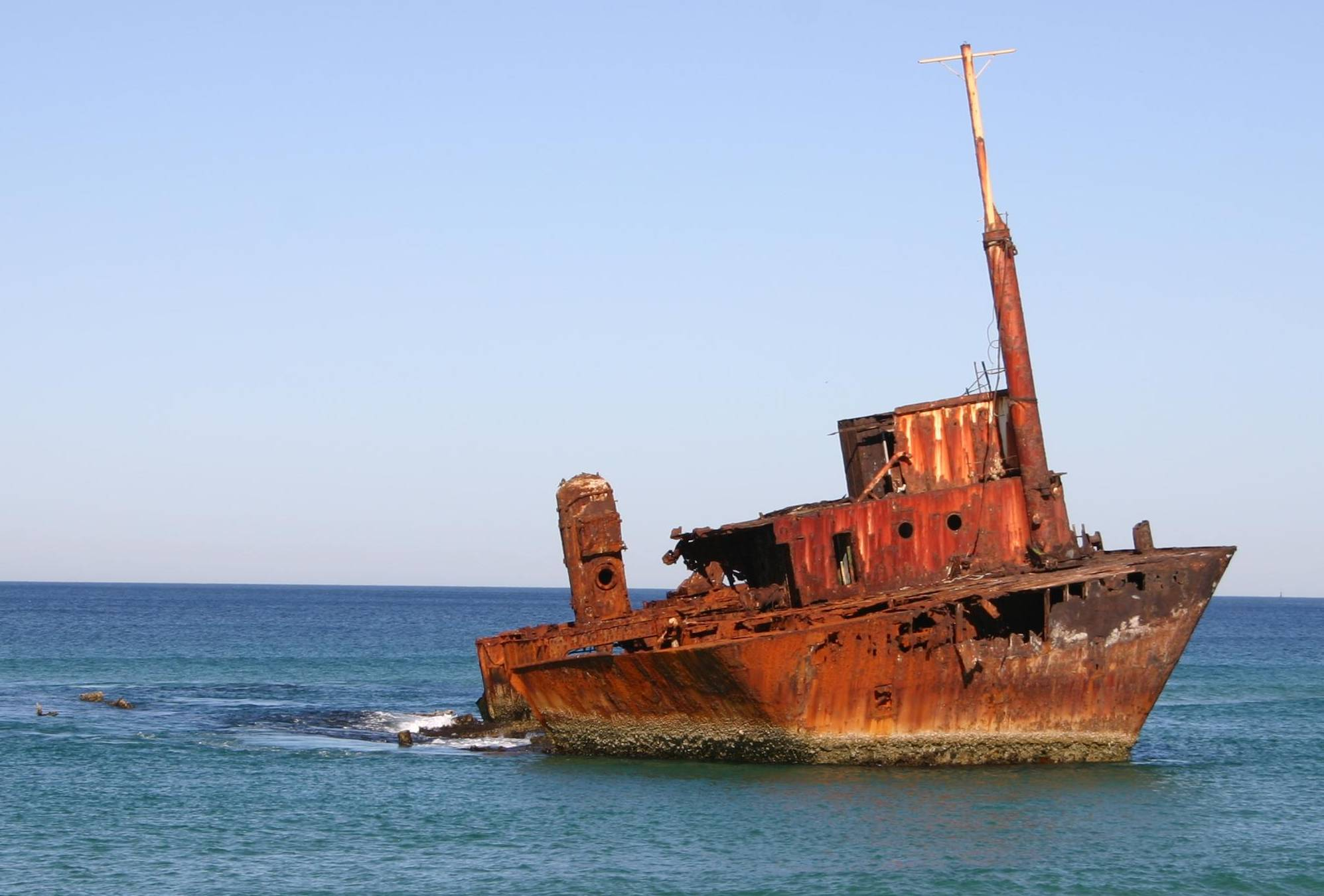
Le Sygna en novembre 2004.
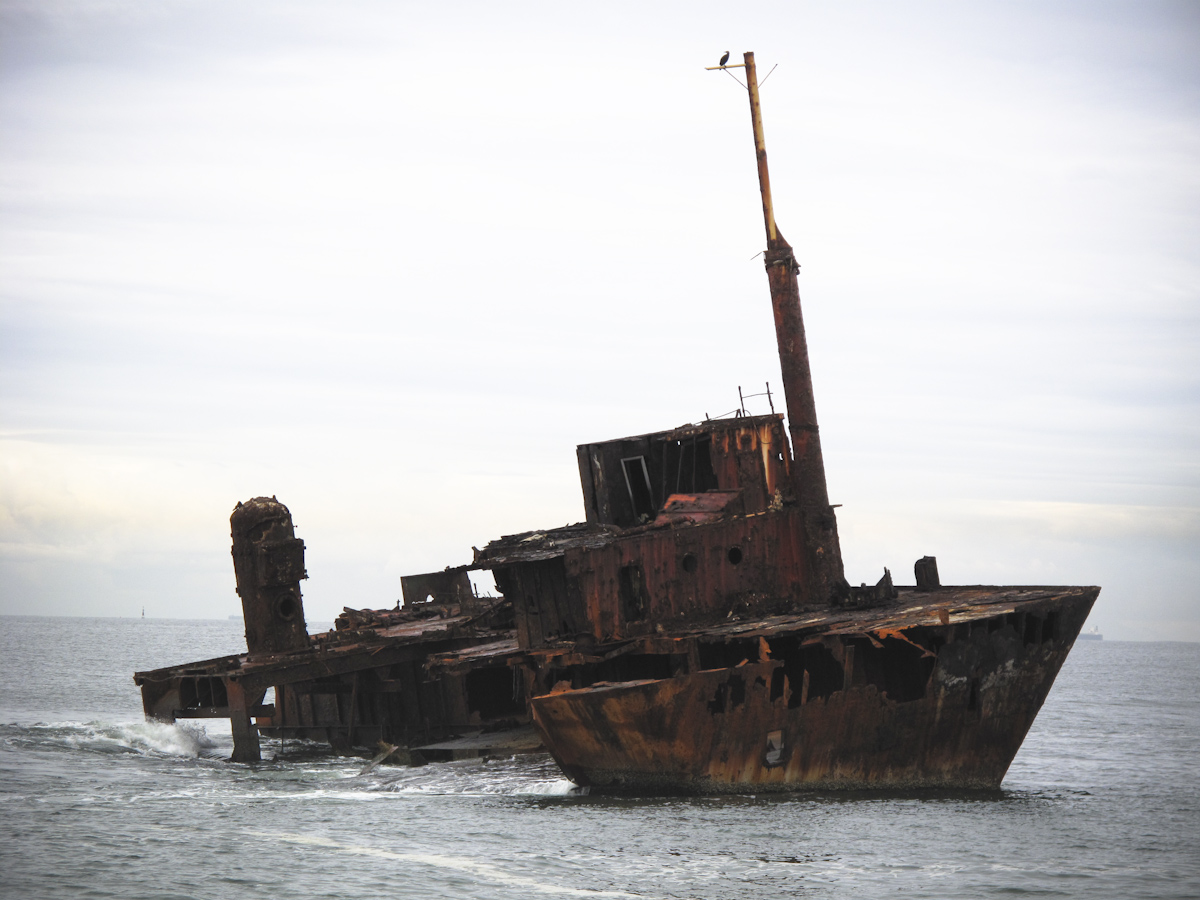
Le Sygna en juin 2009.